# (33514) Changpeihsuan
(33514) Changpeihsuan est un astéroïde de la ceinture principale.

## Description
(33514) Changpeihsuan est un astéroïde de la ceinture principale. Il fut découvert le 6 avril 1999 à Socorro (Nouveau-Mexique) par le projet LINEAR. Il présente une orbite caractérisée par un demi-grand axe de 2,33 UA, une excentricité de 0,12 et une inclinaison de 7,0° par rapport à l'écliptique.